# Francisco Santiago Ruiz Jiménez
Francisco Santiago Ruiz Jiménez (* 18. Februar 1920; † 9. Juli 1980), auch bekannt unter dem Spitznamen Manco, war ein chilenischer Fußballspieler. Der Stürmer nahm mit Chile am Campeonato Sudamericano 1946 teil.

## Karriere

### Verein
Viel ist nicht über die Vereinskarriere von Francisco Ruiz bekannt. Mindestens 1945 und 1946 spielte der Stürmer für den CD Green Cross. Mit dem Klub gewann Manco die Meisterschaft 1945.

### Nationalmannschaft
Francisco Ruiz wurde für den Campeonato Sudamericano 1946 in Argentinien für die Nationalmannschaft nominiert. Dort absolvierte er ein Turnierspiel beim 4:1-Erfolg gegen Bolivien. Chile gewann zwei der fünf Partien und landete auf dem fünften Platz. Es blieb das einzige Länderspiel seiner Karriere.

## Erfolge
Green Cross
- Chilenischer Meister: 1945